# Eric Neuprez
Eric Neuprez (ca. 1962) is een Belgisch syndicalist voor het ABVV.

## Levensloop
Van opleiding is Neuprez industrieel elektricien. Op zijn 19e werd hij syndicaal actief bij de Centrale der Metaalindustrie van België (CMB) als plaatsvervangend delegee en op zijn 27e werd hij hoofddelegee. In 2000 werd hij aangesteld als secretaris van de Algemene Centrale (AC) in Verviers en in 2004 werd hij federaal secretaris voor deze vakcentrale. In 2017 volgde hij er Robert Vertenueil op als algemeen secretaris. In 2020 werd hij op zijn beurt opgevolgd door Geoffrey Goblet.